# Джіванмукта
Дживанмукта (від санскр. джива і мукті, букв. «джива звільнився») — термін в індуїзмі, яким в філософській школі адвайти називають святу людину, яка досягла стадії самоусвідомлення (нірвікалпа самадхі) і до фізичної смерті повністю звільнилася від бажань і карми.
Вивільнення з круговерті народжень і смертей є кінцевою метою життя в індуїзмі. Таке звільнення називається мокшею. У більшості течій індуїзму, душа досягає мокші після смерті матеріального тіла. Але, згідно зі школою адвайти Шанкар, індивід уже вільний, він просто повинен усвідомити і прийняти цю свободу. Тих, хто досяг цього рівня самопізнання, називають дживанмукта.
Послідовники Шанкар виділяють три види прарабдха-карми: ічха (особисто бажане), анічха (без бажань) і паречха(через бажань інших). Для дживанмукти, не існує ічха-прарабдха карми, але тільки анічха та паречха. 
У традиціях шраман, дживанмукту називають терміном «архат».